# Olivier Razafindramboa
Olivier Razafindramboa (ur. 17 lutego 1990 na Madagaskarze) – madagaskarski piłkarz występujący na pozycji pomocnika w zespole rezerw tajskiego klubu BEC Tero Sasana FC.